# Béatrice et Bénédict
Airs
- « Je vais le voir » (Héro) – Acte I
- « Ah ! Je vais l'aimer » (Bénédict) – Acte I
- « "Nuit paisible et sereine" » (Héro, Ursule) – Acte I
- « Dieu ! que viens-je d'entendre ? » (Béatrice) – Acte II

Béatrice et Bénédict est un opéra-comique en deux actes d'Hector Berlioz, opus 27, (H 138), librement inspiré de la pièce de William Shakespeare, Beaucoup de bruit pour rien, et créé au Theater der Stadt de Baden-Baden le 9 août 1862.

## Genèse de l'œuvre
Le projet de Béatrice et Bénédict remonte à 1833. Dès cette époque, Berlioz songe en effet à écrire un « opéra italien fort gai » d'après Beaucoup de bruit pour rien. En 1852, il écrit un scénario pour un opéra-comique en trois actes inspiré de cette comédie shakespearienne, sans que cela aboutisse à la composition de l'opéra. Le projet ne se concrétise qu'à la fin de sa carrière, grâce à une commande d'Édouard Bénazet, directeur du festival de Bade. En 1858, ce dernier demande à Berlioz de composer un opéra d'après un livret d'Édouard Plouvier. Très vite, Berlioz renonce à mettre en musique l'ouvrage de Plouvier, et en 1860, il commence à retravailler le livret de Béatrice et Bénédict, qui sera finalement créé à Bade. D'abord conçu en un acte, l'opéra est étoffé et articulé en deux actes (vers octobre 1861), puis complété après la création par deux numéros (11 et 12) en 1862.

## Distribution
| Rôle                                     | Typologie vocale | Création : Bade, 9 août 1862 dir. Hector Berlioz |
| ---------------------------------------- | ---------------- | ------------------------------------------------ |
| Béatrice, nièce de Léonato               | soprano          | Anne Charton-Demeur                              |
| Héro, fille de Léonato                   | soprano          | Mlle Monrose                                     |
| Ursule,dame d'honneur d'Héro             | mezzo-soprano    | Mme Geoffroy                                     |
| Bénédict, officier                       | ténor            | Achille-Félix Montaubry                          |
| Claudio, aide de camp du général         | baryton          | Jules Lefort                                     |
| Don Pedro, général de l'armée sicilienne | basse            | Mathieu-Émile Balanqué                           |
| Somarone, maître de chapelle             | basse            | Victor Prilleux                                  |
| Léonato, gouverneur de Messine           | parlé            | Guerrin                                          |
| Un tabellion                             | parlé            |                                                  |
| Un messager                              | parlé            | Philippe Mutée                                   |
| Deux domestiques                         | parlé            |                                                  |

## Orchestration
| Orchestration de Béatrice et Bénédict                                                                              |
| Cordes |
| premiers violons, seconds violons, altos, violoncelles, contrebasses, guitare (sur scène), harpes I-II (sur scène) |
| Bois |
| Flûtes I-II (petite flûte), hautbois I-II (cor anglais), clarinettes I-II, bassons I-II,                           |
| Cuivres |
| cors I-IV (2 cors simples, 2 cors à cylindres), trompettes I-II, cornet à piston, trombones I-III,                 |
| Percussions |
| timbales, grosse caisse, cymbales, tambour de basque (sur scène)                                                   |

## Résumé

### Acte I
À Messine au XVIe siècle, les Siciliens célèbrent la victoire que les troupes du vaillant général Don Pedro viennent d'obtenir sur les Maures. Leonato, gouverneur de Messine, s’apprête à accueillir le général victorieux. Sa fille Hero attend avec impatience son futur époux, l’officier Claudio, mais sa nièce Béatrice tourne en dérision la vaillance militaire, dirigeant ses sarcasmes contre un autre officier, Bénédict. Autant les retrouvailles sont tendres pour les fiancés, autant elles sont orageuses entre Béatrice et Bénédict, à qui invectives et moqueries réciproques procurent un étrange plaisir. Lorsque le général confirme à Claudio ses noces imminentes, l’intéressé est aussi ravi que Bénédict horrifié. Don Pedro conspire alors avec Claudio pour amener les deux ennemis à se marier aussi, selon le vœu secret du gouverneur. Somarone, le maître de musique, fait travailler son chœur et son orchestre pour la fête du soir. Son soi-disant chef-d’œuvre est malmené par les choristes puis répété devant un général guère mélomane. Après le départ des musiciens, le général et Claudio entament une conversation sur Béatrice dans le dessein de faire croire à Bénédict qu’elle est désespérément amoureuse de lui. Resté seul, le jeune homme reconnaît les qualités de Béatrice et décide d’abdiquer son orgueil pour céder à l’amour. De son côté, Héro a tenu le même genre de conversation avec sa suivante Ursule, non loin de Béatrice qui n’en a pas perdu un mot. La nuit tombe, pleine de promesses.

### Acte II
Dans le palais du gouverneur, la soirée est avancée et la cave bientôt vide. Déjà bien éméché, Somarone improvise une chanson à boire pour l’assemblée en attendant d’aller diriger la cérémonie. Béatrice est très tourmentée par ses sentiments mais finit par s’avouer qu’elle aime Bénédict et que son aversion était peut-être une crainte de céder à l’amour. Surprises et ravies de la retrouver adoucie, Héro et Ursule tentent de la convertir à l’idée même du mariage. Juste avant les noces, la rencontre entre les deux anciens ennemis manque de tourner à l’altercation mais Bénédict parvient à bouleverser la jeune fille rebelle. L’arrivée du cortège nuptial d’Héro et Claudio ainsi que la mention d’un second contrat de mariage en blanc précipitent les aveux : Béatrice et Bénédict se marient eux aussi… pour le meilleur et pour le pire.

## Représentations
- Béatrice et Bénédict, Théâtre national de l'Opéra-Comique, Paris, du 24 février au 6 mars 2010[3].

## Discographie et filmographie
- Joséphine Veasey, Béatrice, John Mitchinson, Bénédict, April Cantelo, Hero, John Cameron Claudio, Hélène Wats, Ursule, John Shirley-Quirk, Don Pedro, Eric Shilling, Somarone, The St Anthony singers, London Symphony Orchestra, dir. Sir Colin Davis. CD Decca 1963 report 1996.
- Janet Baker (Béatrice), Robert Tear (Bénédict), Christiane Eda-Pierre (Héro), Helen Watts (Ursule), Thomas Allen (Claudio), Jules Bastin (Somarone), Robert Lloyd (Don Pedro), Richard Van Allan (Léonato), John Alldis Choir, London Symphony Orchestra, dir. Sir Colin Davis. CD (Philips) [enregistré en décembre 1977].
- Yvonne Minton, Béatrice, Placido Domingo, Bénédict, Ileana Cotrubas, Nadine Denize, Roger Soyer, Dietrich Fischer-Dieskau, Somarone, John Macurdy, Geneviève Page, Orchestre de Paris, Chœur de l'Orchestre de Paris, dir. Daniel Barenboim. 2 CD Deutsche Grammophon 1982 report 2019.
- Susan Graham, Béatrice, Jean-Luc Viala, Bénédict, Philippe Magnant, Léonato, Gilles Cachemaille, Claudio, Gabriel Bacquier, Somarone, Vincent Le Texier, Don Pedro, Catherine Robbin, Ursule, Sylvia McNair, Hero, Choeur et Orchestre de l'Opéra de Lyon, dir. John Nelson. CD Erato Warner classics 1992 report 2011.
- Enkelejda Shkosa, Béatrice, Kenneth Tarver, Bénédict, Susan Gritton, Hero, Sara Mingardo, Urule, David Wilson-Johson, Somarone, Laurent Naouri, Claudio, Dean Robinson, Don Pedro, London Symphoy Orchestra, dir. Sir Colin Davis. CD LSO live 2000.
- Joyce DiDonato (Béatrice), Charles Workman (Bénédict), Nathalie Manfrino (Héro), Élodie Méchain (Ursule), Jean-François Lapointe (Claudio), Jean-Philippe Lafont (Somarone), Nicolas Cavallier (Don Pedro), Christophe Fel (Léonato), Frédéric Giroutru (le tabellion, le messager, le second domestique), Vincent Deniard (le premier domestique), Chœur de Radio France, Orchestre national de France, dir. Sir Colin Davis [enregistrement de concert effectué au Théâtre des Champs-Élysées le 7 février 2009 et disponible sur YouTube[4]].
- Stéphanie d'Oustrac, Béatrice, Paul Appleby, Bénédict, Philippe Sly, Claudio, Frédéric Caton, Don Pedro, Lionel Lhote, Somarone, Katarina Bradic, Ursule, Sophie Karthauser, Hero, mise en scène Laurent Pelly, London Philharmonie Orchestra, The Glyndebourne Chorus, dir. Antonello Manacorda. DVD et Blu-ray Opus Arte 2017.